# Бона, Джованни
Джованни Бона (итал. Giovanni Bona; 23 июля 1620, Монтесанто, Папская область — 28 октября 1674, Рим, Папская область) — итальянский кардинал, цистерцианец. Генеральный аббат ордена цистерцианцев с 1 января 1651 по 26 апреля 1664. Кардинал-священник с 29 ноября 1669, с титулом церкви Сан-Бернардо-алле-Терме с 19 мая 1670 по 28 октября 1674. 